# 尼桑河

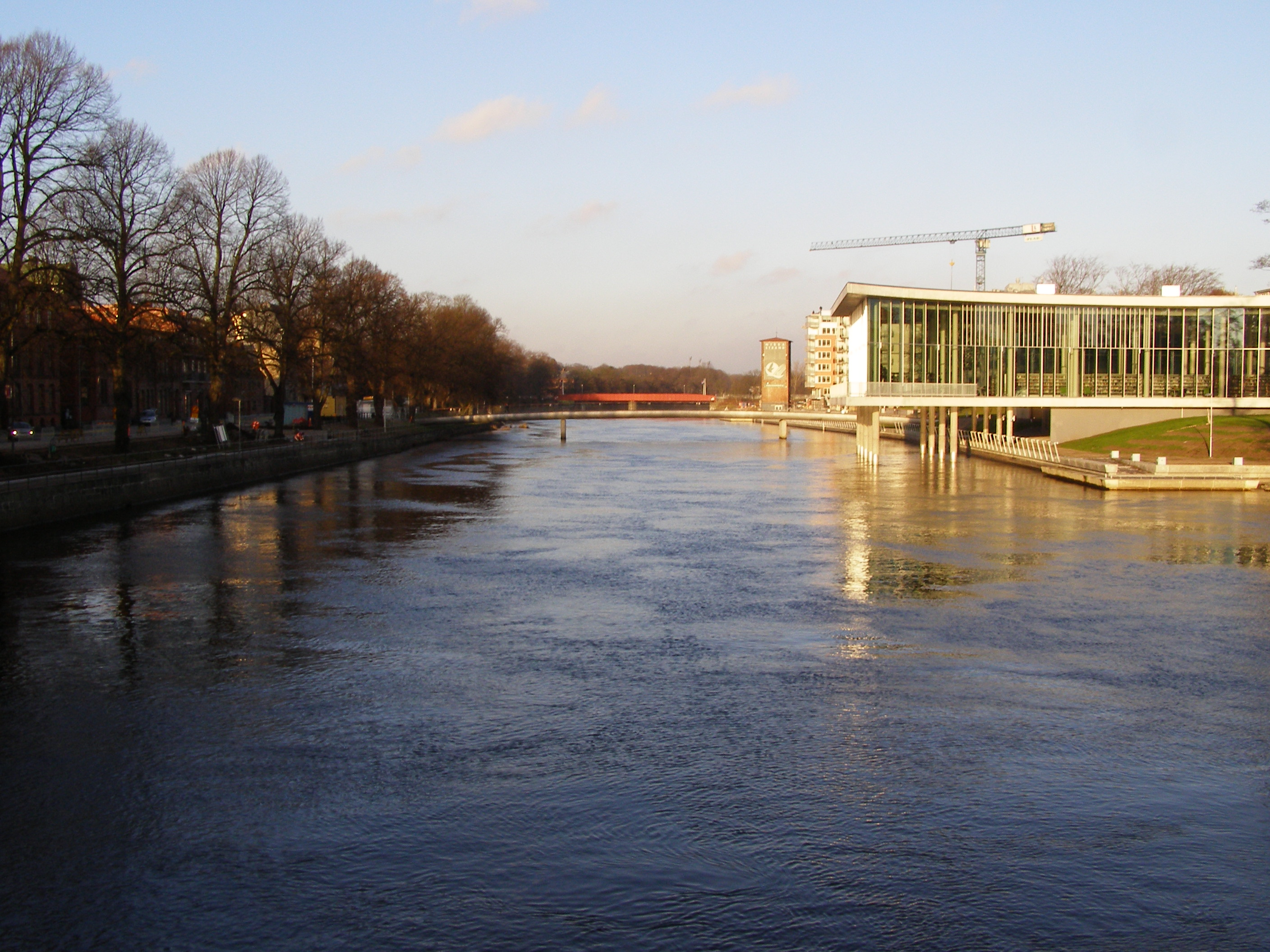
尼桑河两岸风光

尼桑河（瑞典語：Nissan）是瑞典西南部一条长为240公里的河流。它的终点是位于哈尔姆斯塔德西面的北海的卡特加特海峡。
56°39′20″N 12°51′00″E / 56.6556°N 12.85°E